# La Gronxadora
La Gronxadora és una serra situada al municipi de Fogars de Montclús a la comarca del Vallès Oriental, amb una elevació màxima de 1.676 metres.